# Wilhelm Nordemann
Wilhelm Nordemann (* 8. Januar 1934 in Halle (Saale); † 5. Januar 2024 in Potsdam) war ein deutscher Rechtsanwalt, Notar und Honorarprofessor für Urheberrecht an der Humboldt-Universität zu Berlin.

## Leben
Nordemann studierte Jura in Göttingen und Tübingen. Er wurde in Göttingen promoviert. Während des Studiums wurde er Mitglied der Burschenschaft Frisia Göttingen, des heutigen Corps Frisia. Später war er zeitweilig Vorsitzender des Altherrenverbandes.
1963 trat er in die Kanzlei von Friedrich Karl Fromm in Berlin ein und spezialisierte sich auf das Recht des geistigen Eigentums.
Seit 1969 hielt Nordemann Vorlesungen an der Freien Universität Berlin. Nach der Wiedervereinigung wurde er Honorarprofessor der Juristischen Fakultät der Humboldt-Universität zu Berlin.
Er war Mitglied der Sachverständigenkommission Urheberrecht beim Bundesminister der Justiz. Am 2002 in Kraft getretenen neuen Urhebervertragsrecht hat er als Mitverfasser des Professorenentwurfs mitgewirkt. Nordemann war Gründungsmitglied der Verwertungsgesellschaft Bild-Kunst (VG-Bild-Kunst), des Verbands deutscher Schriftsteller (VS) und der Berliner Theatergemeinde. Für den Verband der Schriftsteller war er im Verwaltungsrat der Verwertungsgesellschaft Wort tätig und für den Deutschen Komponistenverband in den Aufsichtsgremien der Gesellschaft für musikalische Aufführungs- und mechanische Vervielfältigungsrechte (GEMA). Er war außerdem Justiziar der Dramatiker-Union sowie des Deutschen Lehrmittelverbandes (jetzt: Didacta Verband).
Im Höhepunkt der Krise zwischen den Berliner Philharmonikern und Herbert von Karajan vermittelte Nordemann als Justiziar der Berliner Philharmoniker. Viele Jahre war Nordemann Mitglied im Comité Exécutif der Association Littéraire et Artistique Internationale (ALAI). Außerdem war er Mitglied in den Fachausschüssen für Urheber- und Verlagsrecht sowie für Wettbewerbs- und Markenrecht in der Deutschen Vereinigung für gewerblichen Rechtsschutz und Urheberrecht (GRUR). Von 1991 bis 2018 war er als Rechtsanwalt und Partner bei Boehmert & Boehmert tätig. Ab 2018 war er nicht mehr als Rechtsanwalt tätig. Spiegel Online bezeichnet ihn gar als „Urheberrechts-Papst“. Seine Spezialbereiche waren Urheberrecht, Urhebervertragsrecht und Wettbewerbsrecht. Seine Tochter Anke Nordemann-Schiffel sowie seine Söhne Axel und Jan Bernd Nordemann sind in der Kanzlei Nordemann tätig, die sich zum 1. Januar 2020 von der Kanzlei Boehmert & Boehmert abgespalten hat und sich aus der früheren Kanzlei Wilhelm Nordemann bildet. 
Wilhelm Nordemann wurde mit der „Medaille für besondere Verdienste um die deutsche Musik“ des Deutschen Komponistenverbandes und der „Goldenen Nadel“ der Dramatiker-Union ausgezeichnet.
Nordemann starb drei Tage vor seinem 90. Geburtstag in Potsdam.

## Schriften
- als Hrsg.: Kommentar zum Urheberrechtsgesetz, zum Verlagsgesetz und zum Urheberrechtswahrnehmungsgesetz. 10. Auflage. Verlag W. Kohlhammer, Stuttgart 2008, ISBN 978-3-17-019771-8.
- mit Axel Nordemann und Jan Bernd Nordemann: Wettbewerbs- und Markenrecht. 10. Auflage. Nomos Verlag, Baden-Baden 2004, ISBN 3-8329-0919-2.
- Das neue Urhebervertragsrecht: ein Grundriss zur Reform 2002. Beck, München 2002, ISBN 3-406-49503-6.
- mit Kai Vinck, Paul W. Hertin und Gerald Mayer: International Copyright. VHC, Weinheim 1990, ISBN 0-89573-412-5.
- mit Georg Roeber: Das neue US Copyright Law. Schweitzer, Berlin 1978, ISBN 3-8059-0527-0.